# 静和駅
静和駅（しずわえき）は、栃木県栃木市岩舟町静和にある東武鉄道日光線の駅である。駅番号はTN 09。

## 歴史
当初は駅西側の大字（現在の岩舟町和泉にあたる）に由来する東武和泉駅として開業したが、わずか3か月で現駅名に改称された。なお、1935年（昭和10年）には伊勢崎線に東武和泉駅が設置されているが、由来が異なり直接の関係はない。

### 年表
- 1929年（昭和4年）
  - 4月1日 - 杉戸駅（現・東武動物公園駅）から新鹿沼駅まで開通と同時に東武和泉駅として開業[1][2]。
  - 7月1日：静和駅に改称[2]。
- 2012年（平成24年）3月17日：TN 09の駅ナンバリングを導入。

## 駅構造
島式ホーム1面2線を有する地上駅。木造駅舎を有する。駅舎は線路の西側にあり、ホームとは地下道により連絡している。PASMO対応自動改札機設置駅。
1番線の西側に残るブロックのホーム跡は、かつて貨物取り扱いをしていた名残である。

### のりば
| 番線 | 路線   | 方向 | 行先                                                                                   |
| ---- | ------ | ---- | -------------------------------------------------------------------------------------- |
| 1    | 日光線 | 下り | 新栃木・東武日光・ 鬼怒川線 鬼怒川温泉・ 宇都宮線 東武宇都宮方面                       |
| 2    | 日光線 | 上り | 南栗橋・東武動物公園・ 東武スカイツリーライン 北千住・とうきょうスカイツリー・浅草方面 |

付記事項
- 上記の路線名は旅客案内上の名称（「東武スカイツリーライン」は愛称）で表記している。
- 2013年3月16日のダイヤ改正で当駅は区間快速の停車駅から外され、また当駅から東京都心方面を乗り換えなしで結ぶ列車も2017年4月21日実施のダイヤ改正で消滅した。そのため、当駅 - 東武動物公園・都心方面を行き来する場合は、南栗橋駅で必ず乗り換えとなる。

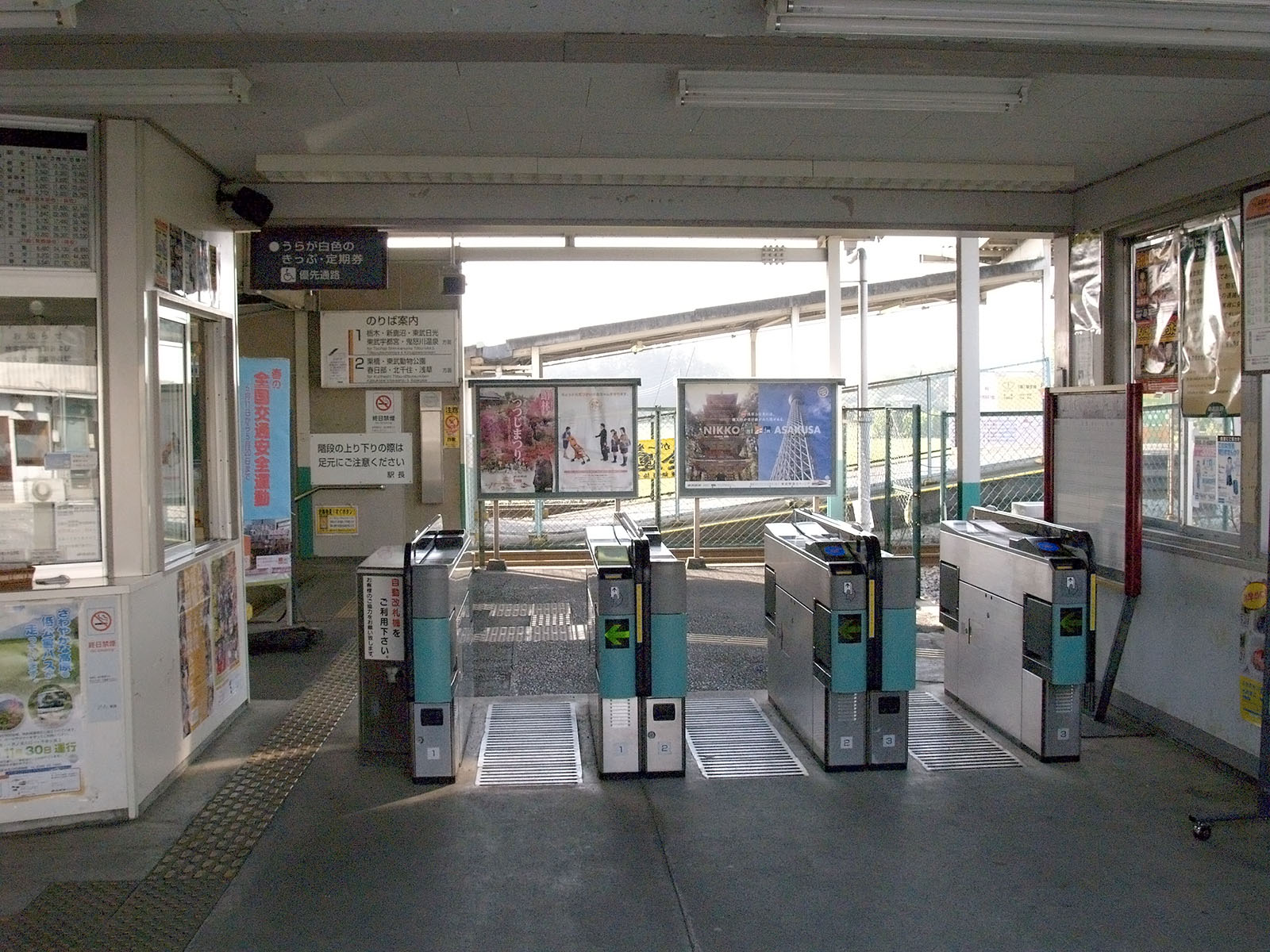
改札口（2011年5月）
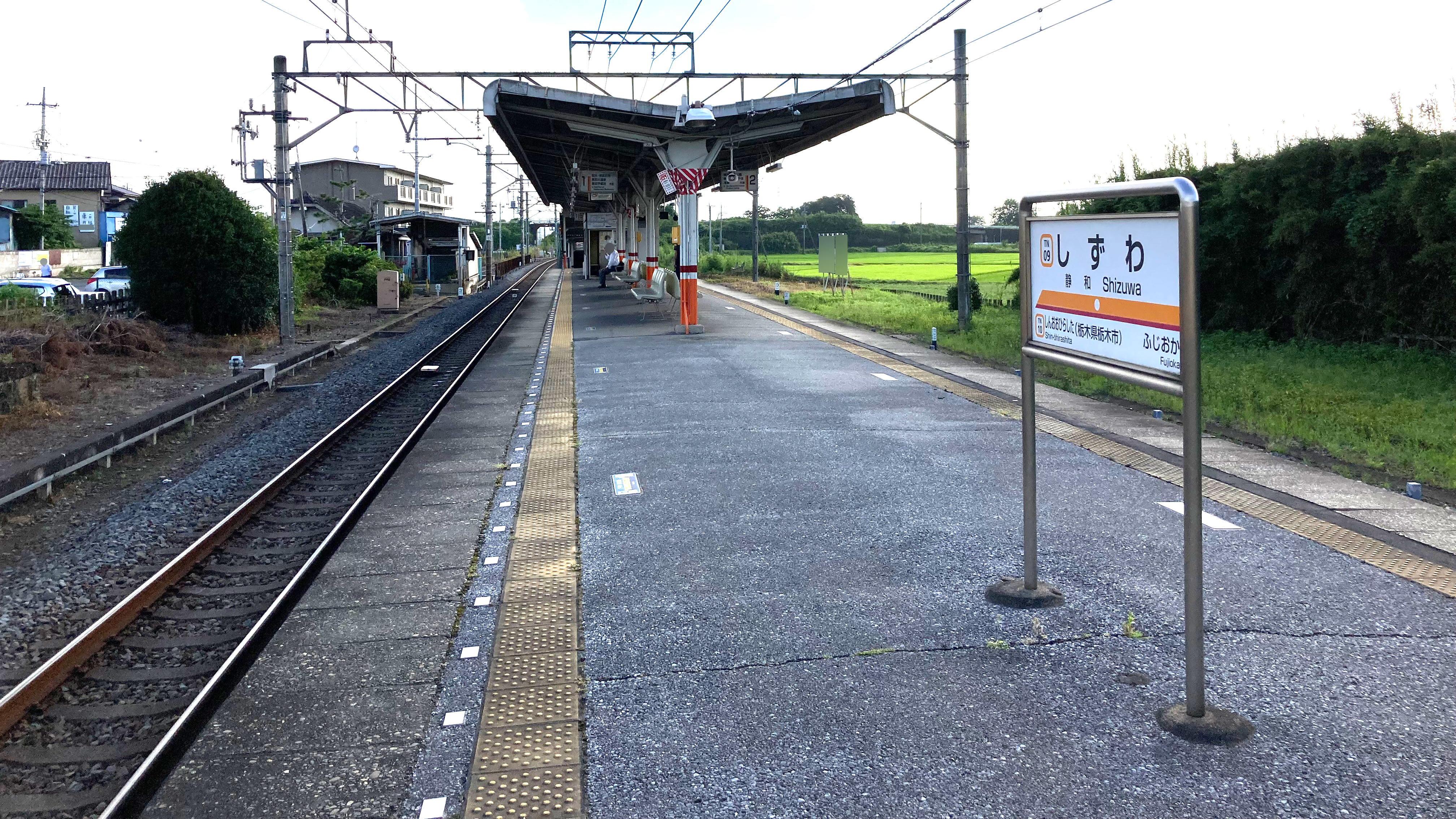
ホーム（2021年8月）

## 利用状況
2024年度の1日平均乗降人員は1,135人である。
近年の1日平均乗降人員の推移は下表の通り。
| 年度               | 1日平均 乗降人員 | 出典       |
| ------------------ | ---------------- | ---------- |
| 1998年（平成10年） | 2,922            |            |
| 1999年（平成11年） | 2,846            |            |
| 2000年（平成12年） | 2,820            |            |
| 2001年（平成13年） | 2,739            |            |
| 2002年（平成14年） | 2,410            |            |
| 2003年（平成15年） | 2,229            |            |
| 2004年（平成16年） | 2,212            |            |
| 2005年（平成17年） | 2,237            |            |
| 2006年（平成18年） | 2,123            |            |
| 2007年（平成19年） | 2,054            |            |
| 2008年（平成20年） | 1,822            |            |
| 2009年（平成21年） | 1,641            |            |
| 2010年（平成22年） | 1,555            |            |
| 2011年（平成23年） | 1,553            |            |
| 2012年（平成24年） | 1,546            |            |
| 2013年（平成25年） | 1,519            |            |
| 2014年（平成26年） | 1,473            |            |
| 2015年（平成27年） | 1,432            |            |
| 2016年（平成28年） | 1,369            |            |
| 2017年（平成29年） | 1,362            |            |
| 2018年（平成30年） | 1,440            |            |
| 2019年（令和元年） | 1,196            |            |
| 2020年（令和02年） | 970              | [ 東武 3 ] |
| 2021年（令和03年） | 1,059            | [ 東武 4 ] |
| 2022年（令和04年） | 1,177            | [ 東武 5 ] |
| 2023年（令和05年） | 1,086            | [ 東武 6 ] |
| 2024年（令和06年） | 1,135            | [ 東武 1 ] |

## 駅周辺
- 栃木市岩舟町ふるさとセンター
- 栃木市静和地区公民館
- 栃木市立静和小学校
- JAしもつけ静和
- 岩舟静和郵便局
- 世紀東急工業技術研究所、機材センター
- 静和観光バス
- 栃木県道36号岩舟小山線
- 栃木県道130号静和停車場線
- 栃木県道160号和泉間々田線

## バス路線
最寄りのバス停は「静和駅入口」停留所である。駅北側から静和交差点方面へ少し進んだ所にあり、ふれあいバスの藤岡線と岩舟線（※「ぶどう団地入口」停留所経由を除く）が経由する。
1980年代頃までは東武バスが静和駅から小山駅へ、関東自動車が佐野・足利市駅までそれぞれ運行していた。

## 隣の駅
東武鉄道
 日光線
■急行
通過
■普通
藤岡駅 (TN 08) - 静和駅 (TN 09) - 新大平下駅 (TN 10)
藤岡 - 当駅間は、東武鉄道で駅間営業キロが最も長い区間である (7.8 km) 。